# Селенков, Александр Николаевич
Алекса́ндр Никола́евич Селенко́в (23 марта 1972, Ленинград, СССР) — советский и российский футболист, нападающий.

## Карьера
Воспитанник СДЮШОР «Смена (Ленинград)», в которой занимался с семи лет. Профессиональную карьеру начал в местном «Динамо», выступавшем во второй лиге. Затем играл за команды «Эрзи» (Петрозаводск) и «Вымпел» (Рыбинск).
В 1995 году дебютировал в первом дивизионе за «Луч» из Владивостока, забил 16 мячей, стал лучшим бомбардиром команды за сезон. В 1996 году играл в чемпионате Казахстана за «Елимай» из Семипалатинска, с которым стал бронзовым призёром. В 1997 году вернулся в «Луч», где отыграл один сезон. После выступал за команды «Кристалл» (Смоленск) и «Локомотив» (Санкт-Петербург).
Последним профессиональным клубом Селенкова стала череповецкая «Северсталь» в 2000—2001 годах. Затем выступал за любительские команды «Кондопога», «Алые паруса» и «Коломяги-47». С последней командой становился чемпионом Санкт-Петербурга в 2005, 2006, 2007, 2008 годах.
Работал тренером в СДЮШОР «Смена» с 2005 года. После реорганизации в 2009 году «Смены» в Футбольную академию ФК «Зенит» продолжил в ней работать.
В начале июня 2013 года в ряде петербургских СМИ появилась информация о скором назначении Селенкова главным тренером молодёжного состава «Зенита», однако руководство клуба сделало ставку на Дмитрия Черышева.
Летом 2014 года, перед началом сезона 2014/15, возглавил молодёжный состав «Зенита». Его помощниками стали Евгений Тарасов и тренер вратарей Андрей Михайлов. После завершения сезона, в июне 2015 года, в связи со слабыми результатами Селенков ушёл в отставку. На посту его сменил Игорь Симутенков, сам же Селенков вернулся к работе в академии, где стал тренером команды состоящей из воспитанников 2001 года рождения.

## Достижения
- Бронзовый призёр чемпионата Казахстана: 1996
- Победитель зоны «Запад» Второго дивизиона России: 2000